# Frans Van Looveren (Radsportler, 1924)
Frans Van Looveren (* 11. Juni 1924 in Ranst; † 25. Oktober 1980 in Merksem, Antwerpen) war ein belgischer Radrennfahrer und nationaler Meister im Radsport.

## Sportliche Laufbahn
1943 gewann er die nationale Meisterschaft im Sprint der Amateure. Danach wechselte er ins Lager der Berufsfahrer. Dort gewann er von 1944 bis 1949 jeweils Medaillen bei den Meisterschaften der Profis. 1948 gelang ihm der Titelgewinn, im Finale der Meisterschaft bezwang er Emile Gosselin. 